# Sonia Gutiérrez Lloret
Sonia Gutiérrez Lloret és catedràtica d'arqueologia a la Universitat d'Alacant des de 2003, sent especialista en l'estudi del territori i de la ceràmica de l'alta edat mitjana a les comarques meridionals del País Valencià i al sud-est de la península Ibèrica, i considerada una de les especialistes en arqueologia medieval d'al-Andalus mes importants d'Espanya.
Dirigeix el Projecte Domus: viure en Ilici i co-dirigeix els projectes arqueològics d'El Tolmo de Minateda i el Castellar de la Morera d'Elx. Fou directora de l'Institut Universitari d'Investigació en Arqueologia de la Universitat d'Alacant de 2014 a 2019, i és membre del Patronat del Museu Arqueològic Nacional d'Espanya des de 2022.

## Obres
- Arqueología: introducción a la historia material de las sociedades del pasado, Universitat d'Alacant, 1997. ISBN 9788479086589
- La cora de Tudmir. De la antigüedad tardía al mundo islámico: poblamiento y cultura material, Casa de Velázquez, 1996.
- Cerámica común paleoandalusí del sur de Alicante (siglos VII-X), Alacant, Caja de Ahorros Provincial, 1988. ISBN 848631450X
- El Castellar d'Elx. L'origen de la ciutat medieval: Museu Arqueològic i d'Història d'Elx "Alejandro Ramos Folqués", MAHE, 1 octubre-8 desembre 2010, Elx, 2010 (obra col·lectiva coordinada també per Pierre Guichard i J. L. Menéndez Fueyo). ISBN 8492667060 i ISBN 9788492667062[8]